# Хованов, Герман Дмитриевич
Герман Дмитриевич Хованов (24 мая [6 июня] 1912, Российская империя — 12 июля 1984) — советский актёр театра и кино.

## Биография
Окончил 41-ю Единую трудовую школу (б. Петришуле) в Ленинграде в 1930 году.
В 1931 году Г. Д. Хованов поступил в театральную студию при Ленинградском Большом драматическом театре, окончив студию в 1935 году, был принят в качестве актёра в штат театра, который с 1932 года стал называться «Ленинградский Большой драматический театр имени М. Горького».
Однако в 1938 году Хованов уезжает в Ростов-на-Дону и два года работает там в Ростовском театре драмы имени М. Горького.
В 1940 году Герман Дмитриевич возвращается в Ленинград и вступает в труппу Ленинградского Государственного театра имени Ленинского Комсомола, где работает вплоть до ухода на пенсию в 1979 году.
Актёр киностудии «Ленфильм». В кино актёр исполнял, в основном, бытовые и героические роли.
Скончался 12 июля 1984 года.

## Фильмография
- 1949 — Александр Попов — работник редакции
- 1950 — Великая сила
- 1952 — Джамбул — Василий Власов
- 1954 — Кортик — Свиридов
- 1955 — Михайло Ломоносов — Степан Петрович Крашенинников
- 1955 — Неоконченная повесть — Василий Спирин, отец Настеньки
- 1956 — Дорога правды — Геннадий Петрович, прокурор
- 1956 — Искатели — Савин, секретарь горкома
- 1956 — Солдаты — полковник
- 1957 — Дорогой бессмертия — Гонза Зика
- 1957 — Степан Кольчугин — Платон
- 1958 — В дни Октября — К. С. Еремеев
- 1958 — Под стук колёс — Поздняков, отец Егора
- 1959 — Живёт на свете женщина (фильм-спектакль) — Жуков
- 1960 — Победитель (короткометражный) — эпизод
- 1962 — Завтрашние заботы — эпизод
- 1965 — Иду на грозу — лётчик Хоботнев
- 1965 — Первый посетитель — В. Д. Бонч-Бруевич
- 1967 — Татьянин день — секретарь Ленина
- 1968 — Кориолан (фильм-спектакль)
- 1968 — Удар! Ещё удар! — болельщик
- 1969 — Баллада о Сирано (фильм-спектакль) — Корбон
- 1970 — Секретарь парткома — Бурун
- 1973 — Открытая книга — Вишняков
- 1977 — Блокада. Часть вторая. Фильм первый. Ленинградский метроном; Фильм второй. Операция «Искра» — А. М. Шилов, генерал-майор
- 1981 — Самоубийство (фильм-спектакль)
- 1983 — Средь бела дня… — старик-ветеран в зале суда